# Jaskinia Janosiowa
Jaskinia Janosiowa lub Jaskinia Janosiowa w Krzemiennem (słow. Jaskyňa s hrobom) – jaskinia krasowa w masywie Osobitej w słowackich Tatrach Zachodnich, w Dolinie Zadniej Krzemiennej. Znajduje się u podnóża Przednich Rzędowych Skał, na wysokości 1302 m n.p.m. Otwór wejściowy ma wymiary 8 × 8 m. Tuż przed nim znajduje się ułożona z kamieni mogiła z drewnianym krzyżem. Jest to przypuszczalnie grób niemieckiego żołnierza z czasu słowackiego powstania narodowego, na co wskazuje znaleziona przy nim saperka i hełm. Za otworem wejściowym niski korytarz prowadzi do komory, w której stropie znajduje się drugi, wąski otwór. Od komory tej odgałęziają się dwa korytarze.
Jaskinia była znana miejscowej ludności od dawna. Mogła służyć zbójnikom jako kryjówka i miejsce gromadzenia łupów. Tradycja ludowa wiązała ją z osobą Janosika. Jest to jedyna jaskinia tatrzańska, której nazwa pochodzi od tej postaci. Przed 1887 zwiedził ją Jan Gwalbert Pawlikowski. Zachwycony efektami świetlnymi w głównej komorze jaskini, pisał w Podziemnych Kościeliskach:

Z efektów światła najoryginalniejszy spotkałem w grocie Janosiowej w Krzemiennem na Orawie. Idzie się zrazu dość długiem przejściem niskiem, ciemnem, aż nagle widzi się przed sobą na ziemi blady blask, niby pruchna. Tak mają świecić miejsca, gdzie złoto zbójeckie zakopane. Blask ten pochodzi od światła dziennego, wpadającego wysokim i wąskim kominem na sam środek Janosiowej komory.

Później jaskinia popadła na długo w zapomnienie. Pierwszy jej opis w literaturze speleologicznej sporządzili dopiero po wizycie w lipcu 1995 słowaccy grotołazi Peter Holúbek i Peter Magdolen. Nadali jej oni nazwę Jaskyňa s hrobom, nawiązującą do nagrobka przed wejściem.